# Campeonato Mundial de Esgrima de 2022
O Campeonato Mundial de Esgrima de 2022 foi a 82ª edição do torneio organizado pela Federação Internacional de Esgrima (FIE). O evento foi disputado entre os dias 15 a 23 de julho de 2022 no Cairo Stadium Indoor Halls Complex, em Cairo, Egito. 

## Calendário
Doze eventos foram realizados. 
Todos os horários são locais (UTC+2).
| Data        | Hora  | Evento                                    |
| ----------- | ----- | ----------------------------------------- |
| 15 de julho | 09:00 | Qualificação espada feminino              |
| 15 de julho | 13:00 | Qualificação sabre masculino              |
| 16 de julho | 09:00 | Qualificação florete feminino             |
| 16 de julho | 13:00 | Qualificação espada masculino             |
| 17 de julho | 09:00 | Qualificação sabre feminino               |
| 17 de julho | 12:00 | Qualificação florete masculino            |
| 18 de julho | 08:30 | Final espada feminino                     |
| 18 de julho | 10:00 | Final sabre masculino                     |
| 19 de julho | 08:30 | Final florete feminino                    |
| 19 de julho | 10:00 | Final espada masculino                    |
| 20 de julho | 08:30 | Qualificação por equipe espada feminino   |
| 20 de julho | 08:30 | Qualificação por equipe sabre masculino   |
| 20 de julho | 10:00 | Final sabre feminino                      |
| 20 de julho | 11:00 | Final florete masculino                   |
| 21 de julho | 08:30 | Qualificação por equipe espada masculino  |
| 21 de julho | 08:30 | Qualificação por equipe florete feminino  |
| 21 de julho | 10:00 | Final por equipe espada feminino          |
| 21 de julho | 11:20 | Final por equipe sabre masculino          |
| 22 de julho | 08:30 | Qualificação por equipe florete masculino |
| 22 de julho | 08:30 | Qualificação por equipe sabre feminino    |
| 22 de julho | 10:00 | Final por equipe florete feminino         |
| 22 de julho | 11:20 | Final por equipe espada masculino         |
| 23 de julho | 10:30 | Final por equipe sabre feminino           |
| 23 de julho | 11:00 | Final por equipe florete masculino        |

## Resultados

### Masculino
| Eventos                        | Ouro                                                                           | Prata                                                                              | Bronze                                                                       |
| Espada                         |                                                                                |                                                                                    |                                                                              |
| Espada individual (detalhes)   | Romain Cannone · França                                                        | Kazuyasu Minobe · Japão                                                            | Neisser Loyola · Bélgica                                                     |
| Espada individual (detalhes)   | Romain Cannone · França                                                        | Kazuyasu Minobe · Japão                                                            | Ihor Reizlin · Ucrânia                                                       |
| Espada por equipes (detalhes)  | França · Alexandre Bardenet · Yannick Borel · Romain Cannone · Alex Fava       | Itália · Gabriele Cimini · Davide Di Veroli · Andrea Santarelli · Federico Vismara | Japão · Koki Kano · Ryu Matsumoto · Kazuyasu Minobe · Masaru Yamada          |
| Florete                        |                                                                                |                                                                                    |                                                                              |
| Florete individual (detalhes)  | Enzo Lefort · França                                                           | Tommaso Marini · Itália                                                            | Cheung Ka Long · Hong Kong                                                   |
| Florete individual (detalhes)  | Enzo Lefort · França                                                           | Tommaso Marini · Itália                                                            | Nick Itkin · Estados Unidos                                                  |
| Florete por equipes (detalhes) | Itália · Guillaume Bianchi · Alessio Foconi · Daniele Garozzo · Tommaso Marini | Estados Unidos · Chase Emmer · Nick Itkin · Alexander Massialas · Gerek Meinhardt  | França · Maximilien Chastanet · Enzo Lefort · Pierre Loisel · Alexandre Sido |
| Sabre                          |                                                                                |                                                                                    |                                                                              |
| Sabre individual (detalhes)    | Áron Szilágyi · Hungria                                                        | Maxime Pianfetti · França                                                          | Iulian Teodosiu · Roménia                                                    |
| Sabre individual (detalhes)    | Áron Szilágyi · Hungria                                                        | Maxime Pianfetti · França                                                          | Sandro Bazadze · Geórgia                                                     |
| Sabre por equipes (detalhes)   | Coreia do Sul Gu Bon-gil Kim Jun-ho Kim Jung-hwan Oh Sang-uk                   | Hungria · Tamás Decsi · Csanád Gémesi · András Szatmári · Áron Szilágyi            | Itália · Luca Curatoli · Michele Gallo · Luigi Samele · Pietro Torre         |

### Feminino
| Eventos                        | Ouro                                                                          | Prata                                                                               | Bronze                                                                                              |
| Espada                         |                                                                               |                                                                                     | |
| Espada individual (detalhes)   | Song Se-ra Coreia do Sul                                                      | Alexandra Ndolo · Alemanha                                                          | Rossella Fiamingo · Itália                                                                          |
| Espada individual (detalhes)   | Song Se-ra Coreia do Sul                                                      | Alexandra Ndolo · Alemanha                                                          | Vivian Kong · Hong Kong                                                                             |
| Espada por equipes (detalhes)  | Coreia do Sul Choi In-jeong Kang Young-mi Lee Hye-in Song Se-ra               | Itália · Rossella Fiamingo · Federica Isola · Mara Navarria · Alberta Santuccio     | Polónia · Renata Knapik-Miazga · Magdalena Pawłowska · Kamila Pytka · Martyna Swatowska-Wenglarczyk |
| Florete                        |                                                                               |                                                                                     | |
| Florete individual (detalhes)  | Ysaora Thibus · França                                                        | Arianna Errigo · Itália                                                             | Lee Kiefer · Estados Unidos                                                                         |
| Florete individual (detalhes)  | Ysaora Thibus · França                                                        | Arianna Errigo · Itália                                                             | Maria Boldor · Roménia                                                                              |
| Florete por equipes (detalhes) | Itália · Arianna Errigo · Martina Favaretto · Francesca Palumbo · Alice Volpi | Estados Unidos · Jacqueline Dubrovich · Lee Kiefer · Zander Rhodes · Maia Weintraub | França · Anita Blaze · Solène Butruille · Pauline Ranvier · Ysaora Thibus                           |
| Sabre                          |                                                                               |                                                                                     | |
| Sabre individual (detalhes)    | Misaki Emura · Japão                                                          | Anna Bashta · Azerbaijão                                                            | Araceli Navarro · Espanha                                                                           |
| Sabre individual (detalhes)    | Misaki Emura · Japão                                                          | Anna Bashta · Azerbaijão                                                            | Despina Georgiadou · Grécia                                                                         |
| Sabre por equipes (detalhes)   | Hungria · Sugár Katinka Battai · Renáta Katona · Liza Pusztai · Luca Szűcs    | França · Sara Balzer · Sarah Noutcha · Anne Poupinet · Caroline Queroli             | Japão · Misaki Emura · Shihomi Fukushima · Kanae Kobayashi · Seri Ozaki                             |

## Quadro de medalhas
| Ordem | País           | Medalha de ouro | Medalha de prata | Medalha de bronze | Total |
| ----- | -------------- | --------------- | ---------------- | ----------------- | ----- |
| 1     | França         | 4               | 2                | 2                 | 8     |
| 2     | Coreia do Sul  | 3               | 0                | 0                 | 3     |
| 3     | Itália         | 2               | 4                | 2                 | 8     |
| 4     | Hungria        | 2               | 1                | 0                 | 3     |
| 5     | Japão          | 1               | 1                | 2                 | 4     |
| 6     | Estados Unidos | 0               | 2                | 2                 | 4     |
| 7     | Azerbaijão     | 0               | 1                | 0                 | 1     |
| 7     | Alemanha       | 0               | 1                | 0                 | 1     |
| 9     | Hong Kong      | 0               | 0                | 2                 | 2     |
| 9     | Roménia        | 0               | 0                | 2                 | 2     |
| 11    | Bélgica        | 0               | 0                | 1                 | 1     |
| 11    | Geórgia        | 0               | 0                | 1                 | 1     |
| 11    | Grécia         | 0               | 0                | 1                 | 1     |
| 11    | Polónia        | 0               | 0                | 1                 | 1     |
| 11    | Espanha        | 0               | 0                | 1                 | 1     |
| 11    | Ucrânia        | 0               | 0                | 1                 | 1     |
| Total | Total          | 12              | 12               | 18                | 42    |